# Berthold Leibinger Innovationspreis

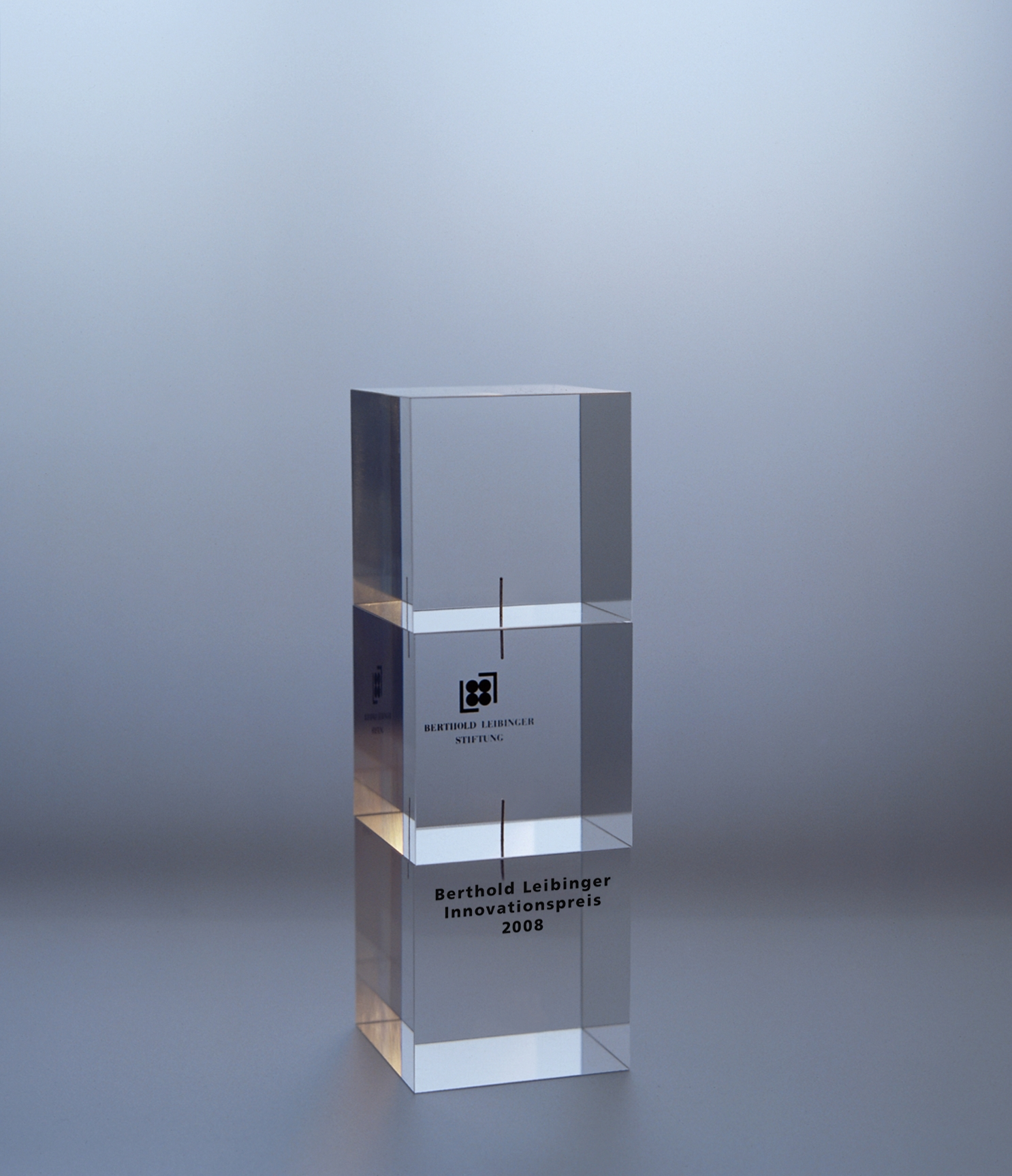
Der Berthold Leibinger Innovationspreis

 Der Berthold Leibinger Innovationspreis ist ein international ausgeschriebener Preis für angewandte Lasertechnologie. Er gehört zu den wichtigsten Innovations- und Forschungspreisen in der Optik.
Seit 2000 wird der Preis alle zwei Jahre von der Berthold Leibinger Stiftung für Innovationen in der angewandten Lasertechnologie verliehen. Der erste Preis ist mit 50.000 Euro, der zweite Preis mit 30.000 Euro und der dritte Preis mit 20.000 Euro dotiert (Stand: Ausschreibung 2018). Die Preisträger werden aus acht Finalisten ausgewählt, die zur Jury-Sitzung eingeladen werden, um ihre Arbeiten zu präsentieren.

## Ausschreibung und Preisverleihung
Die erste Ausschreibung im Jahr 2000 beschränkte das Thema auf Lasertechnik in der Produktion. Im Jahr 2002 kamen die Anwendungsgebiete Medizin und Biotechnologie hinzu. Seit 2006 umfasst der Preis die gesamte Lasertechnik ohne Einschränkungen. Bewerben können sich Einzelpersonen und Gruppen. Neben einer eigenen Bewerbung können auch Vorschläge eingereicht werden. Eingereichte Arbeiten müssen veröffentlicht oder zur Veröffentlichung frei sein.
Die erste Preisverleihung am 26. November 2000 fiel zusammen mit den Feierlichkeiten zum 70. Geburtstag des Stifters Berthold Leibinger. Die Festreden hielten der damalige Baden-Württembergische Ministerpräsident Erwin Teufel und der damalige Präsident der Max-Planck-Gesellschaft Hubert Markl, der auch Mitglied der Jury war. Die Preisvergabe findet seither im feierlichen Rahmen als eigenständige Veranstaltung statt. Weitere Festredner waren: Manfred Erhardt (2002), Eike Lehmann (2004), Joachim Milberg (2006), Jürgen Mlynek (2008) und Peter Gruss (2010).
Im Jahr 2006 ergänzte die Stiftung den Innovationspreis um den nicht öffentlich ausgeschriebenen Laser-Forschungspreis Berthold Leibinger Zukunftspreis.

## Jury
Die international besetzte Jury besteht aus bis zu zehn Wissenschaftlern, Medizinern und Wirtschaftsvertretern. Unter ihnen Hubert Markl (2000–2002), Hans-Joachim Queisser (2000–2002), Charles Townes (2000–2004), Joachim Milberg (2000–2006), Hubertus Christ (2000–2012), Hans-Jürgen Warnecke (2000–2014), Herbert Walther (2006), Hans-Jürgen Quadbeck-Seeger (2008–2012), Theodor Hänsch (seit 2008), Ursula Keller (seit 2008), Henning Kagermann (seit 2014) und Wolfgang Marquardt (seit 2014), H. Jeff Kimble (ab 2016).

## Preisträger
2023 |
2021 |
2018 |
2016 |
2014 |
2012 |
2010 |
2008 |
2006 |
2004 |
2002 |
2000 |
2000: 
1. Preis: Josef Schneider, MAN Roland Druckmaschinen AG, „Laser und digital umrüstbare Drucksysteme“
2. Preis: Martin Grabherr, ULM photonics GmbH, „Oberflächenemittierende Hochleistungsdiodenlaser mit Vertikalresonator (Oberflächenemitter)“
3. Preis: Lu Yong Feng, National University of Singapore, „Lasermikrobearbeitung in der Industrie“
2002: 
1. Preis: Arbeitsgruppe Scheibenlaser, Universität Stuttgart, „Scheibenlaser“
2. Preis: Tibor Juhasz und Ronald Kurtz, IntraLase Inc., „Femtosekunden-Laserskalpell für Hornhaut-Operationen“
3. Preis: Stefan Hell, Marcus Dyba und Alexander Egner, Max-Planck-Institut für biophysikalische Chemie, „Optische Nanoskopie mit Ultrakurzpulslaser und stimulierter Emission“
2004: 
1. Preis: Ursula Keller, Eidgenössische Technische Hochschule Zürich, „SESAM - Semiconductor Saturable Absorber Mirror für Ultrakurzpulslaser“
2. Preis: Andreas Tünnermann, Stefan Nolte und Holger Zellmer, Friedrich-Schiller-Universität / Fraunhofer-Institut für Angewandte Optik und Feinmechanik, „Hochleistungs-Faserlaser und deren Anwendungen“
3. Preis: Axel Rolle, Fachkrankenhaus Coswig (Sachsen), „Lungenparenchym-Laserchirurgie“
2006: 
1. Preis: Karin Schütze und Raimund Schütze, P.A.L.M. Microlaser Technologies GmbH, a Company of the Carl Zeiss MicroImaging GmbH, „Lasermikrostrahl und Laserkatapult zur Gewinnung einzelner Zellen“
2. Preis: Ian A. Walmsley, University of Oxford, „Methoden zur vollständigen Messung ultra-kurzer Pulse“
3. Preis: Michael Mei und Ronald Holzwarth, Menlo Systems GmbH, „Optische Frequenzkammtechnologie“
2008: 
1. Preis: Projektgruppe Serienproduktion mit Ultrakurzpuls-Lasern, Robert Bosch GmbH, „Hochpräzise Mikrobearbeitung in der Großserie“
2. Preis: Richard L. Sandstrom, William Partlo, Cymer Inc., „VUV Laser für die Moderne Lithografie“
3. Preis: Cary Gunn, Luxtera Inc., „Entwicklung von CMOS-Photonik: Siliziumbasierte Transceiver“
3. Preis: Jürgen Czarske, Lars Büttner, Thorsten Pfister, Technische Universität Dresden, „Laser-Doppler-Distanzsensor und seine Anwendungen“
2010: 
1. Preis: Thorsten Trupke, Robert Bardos, University of New South Wales und BT Imaging Pty Ltd, „Laserbasiertes Lumineszenz-Imaging von Silizium-Blöcken, -Wafern und Solarzellen“
2. Preis: Karsten König, JenLab, „Klinische Multiphotonen-Tomographie“
2. Preis: Ralph Delmdahl, Rainer Pätzel, Kai Schmidt, Coherent, Alexander Usoskin, Bruker HTS GmbH, „UV-Excimer-Lasertechnologie: Schlüssel zur Großserienfertigung von keramischen Hochtemperatur-Supra-Bandleitern“
3. Preis: Majid Ebrahim-Zadeh, Catalan Institute for Research and Advanced Studies und Radiant Light S.L., „Femtosekunden-Strahlquellen mit Wellenlängenbereich von Ultraviolett bis Infrarot“
2012: 
1. Preis: Tso Yee Fan, Antonio Sanchez-Rubio, Bien Chann, Massachusetts Institute of Technology und TeraDiode Inc., USA, „Dichtes Wellenlängen-Multiplexing für Hochleistungs-Diodenlaser“
2. Preis: Projektgruppe InnoSlab Laser, Fraunhofer-Institut für Lasertechnik, Edgewave GmbH und AMPHOS GmbH
3. Preis: Andreas Blug, Felix Abt und Leonardo Nicolosi, Fraunhofer-Institut für Physikalische Messtechnik, Universität Stuttgart, Technische Universität Dresden, „Echtzeit-Regelungssystem für das Laserschweißen“
2014: 
1. Preis: Alexander A. Oraevsky, TomoWave Laboratories, Inc., USA, „Laser-Optoakustisches-Bildgebungssystem“
2. Preis: Helmut Erdl und Abdelmalek Hanafi, BMW Group, „Fahrzeugbeleuchtungssystem mit Halbleiter-Laserdioden“
3. Preis: Hwa-yaw Tam, Siu Lau Ho und Shun-Yee Michael Liu, Photonics Research Centre & Dept. of Electrical Engineering, The Hong Kong Polytechnic University, „Lasersensoren-Netzwerk für die Schienenverkehrsüberwachung“
2016: 
1. Preis: Balthasar Fischer, „Membranloses optisches Mikrofon“
2. Preis: Garett Cole und Markus Aspelmeyer, Substrate-Transferred Crystalline Coatings – Ein neues Paradigma für laserbasierte Präzisionsmessungen und -Instrumente
2. Preis: Projektgruppe Direct Laser Interference Patterning: Entwicklung eines Direct-Laser-Interference-Patterning (DLIP) Systems
3. Preis: Laser Guide Star Alliance: Laser als Guide-Stars für das VLT und andere Large- und Extremely-Large-Teleskope
2018: 
1. Preis: Thomas Schopphoven, Andres Gasser, Gerhard Maria Backes – Extremes Hochgeschwindigkeits-Laserauftragsschweißen
2. Preis: Christian Koos, Alois Hauk, Philipp-Immanuel Dietrich, Nicole Lindenmann, Andreas Hofmann, Tobias Hoose, Muhammad Rodlin Billah, Matthias Blaicher – 3D-Laserlithographie für die integrierte Photonik – DELPHI
3. Preis: Jürgen Popp, Ute Neugebauer – Schnelle Ermittlung von Resistenzen, RamanBioAssay
2021: 
1. Preis: Daniel Brown, Alexander Schafgans und Yezheng Tao von ASML für EUV-Lithografie
2. Preis: Robert L. Byer (Stanford) und Peter Hommelhoff (Nürnberg) für miniaturisierte Bestrahlungsgeräte
3. Preis: Stephan Barcikowski und Bilal Gökce (Universität Duisburg-Essen) für die hochskalierte Nanopartikel-Synthese in Flüssigkeiten
2023: 
1. Preis: Hartmut Grote, Henning Vahlbruch, Benno Willke  für Ultra-hochpräzise Strahlquellen nicht nur für die Grundlagenforschung
2. Preis: Zeev Zalevsky, Javier Garcia für Remote-Sensing und Diagnose von Herz-Lungen-Erkrankungen
3. Preis: OSEC Projektgruppe der Quantune Technologies GmbH für OSEC – abstimmbarer Quantenkaskadenlaser in externer Kavität
2025:
1. Preis: Vahid Sandoghdar, Anna Kashkanova, Martin Blessing, André Gemeinhardt, Alexey Shkarin, Tobias Utikal – iNTA-Nanopartikel-Tracking-Analyse
2. Preis: Team HORUS, Mark Bischoff, Gregor Stobrawa – SMILE Prozedur mit Femtosekunden-Laser-Keratom VISUMAX
3. Preis: Hiroshi Amano, Maki Kushimoto, Chiaki Sasaoka, Akira Yoshikawa, Ziyi Zhang – Fern-Ultraviolett-Laserdioden